# Handball aux Jeux africains de 2007
Navigation
Abuja 2003 Maputo 2011
Les compétitions de handball aux Jeux africains de 2007 ont lieu du 14 au 21 juillet 2007 à Alger en Algérie.
Le tournoi masculin est remporté par l'Égypte devant l'Algérie
et le tournoi féminin par l'Angola devant le Congo.

## Médaillés
| Épreuves         | Or | Argent | Bronze |
| ---------------- | --- | --- | --- |
| Tournoi masculin | Égypte Ahmed El-Ahmar Hussein Zaky Hassan Mabrouk Awad Ibrahim Mohamed Bakir El-Nakib ... | Algérie Abdérazak Hamad Tahar Labane Abderrahim Berriah ... | Tunisie ... |
| Tournoi féminin  | Angola Odeth Tavares Maria Pedro Mária Eduardo Ilda Bengue Belina Lariça Filomena Trindade Bombo Calandula Nair Almeida Isabel Fernandes Marcelina Kiala Luísa Kiala Natália Bernardo Cilízia Tavares Elzira Tavares Carolina Morais Cristina Branco | Congo Olga Sylvie Motouki Amélia Okombi Léontine Kibamba Chantal Okoye Mbon Chantal Okomba Sandrelle Itoua-Atsono Jumelle Nannette Okoko Jocelyne Mavoungou Ndona Bassarila Stevie Okandotou Aurèle Itoua-Atsono Aubine Menet Ngamabana Carmelia Assiana Prisca Ngoli Madzou | Côte d'Ivoire Christine Adjouablé Céline Dongo Alimata Dosso Paula Gondo Rachelle Kouyo Élodie Mambo Robeace Abogny Mariam Traoré Nathalie Kregbo Julie Toualy Christiane Guédé Candide Zanzan Edwige Zadi Gladys Kanga Charlotte Kassi Delphine Gbogboua |

## Tableau des médailles
| Rang  | Nation              | Or | Argent | Bronze | Total |
| ----- | ------------------- | -- | ------ | ------ | ----- |
| 1     | Angola              | 1  | 0      | 0      | 1     |
| 1     | Égypte              | 1  | 0      | 0      | 1     |
| 3     | Angola              | 0  | 1      | 0      | 1     |
| 3     | République du Congo | 0  | 1      | 0      | 1     |
| 5     | Côte d'Ivoire       | 0  | 0      | 1      | 1     |
| 5     | Tunisie             | 0  | 0      | 1      | 1     |
| Total | Total               | 2  | 2      | 2      | 6     |

## Tournoi masculin

### Phase de groupes
Les résultats de la phase de groupes sont :
- Qualifié pour les demi-finales.
- Éliminé.

#### Groupe A
|   | Équipe        | Pts | J | G | N | P | Bp | Bc  | Diff | Dép |
| - | ------------- | --- | - | - | - | - | -- | --- | ---- | --- |
| 1 | Algérie       | 4   | 3 | 2 | 0 | 1 | 78 | 67  | 11   | +7  |
| 2 | Angola        | 4   | 3 | 2 | 0 | 1 | 84 | 77  | 7    | -3  |
| 3 | Cameroun      | 4   | 3 | 2 | 0 | 1 | 83 | 71  | 12   | -4  |
| 4 | Côte d'Ivoire | 0   | 3 | 0 | 0 | 3 | 73 | 103 | -30  | /   |

| Lieu       | Date              | Équipe 1 | Score   | Équipe 2      |
| ---------- | ----------------- | -------- | ------- | ------------- |
| Tipaza     | 14 juillet, 18h00 | Angola   | 26 – 21 | Cameroun      |
| Aïn Benian | 14 juillet, 18h00 | Algérie  | 27 – 23 | Côte d'Ivoire |
| Aïn Benian | 15 juillet, 14h00 | Angola   | 37 – 27 | Côte d'Ivoire |
| Aïn Benian | 15 juillet, 18h00 | Cameroun | 23 – 22 | Algérie       |
| Aïn Benian | 17 juillet, 18h00 | Algérie  | 29 – 21 | Angola        |
| Tipaza     | 17 juillet, 18h00 | Cameroun | 39 – 23 | Côte d'Ivoire |

#### Groupe B
|   | Équipe  | Pts | J | G | N | P | Bp | Bc | Diff |
| - | ------- | --- | - | - | - | - | -- | -- | ---- |
| 1 | Égypte  | 4   | 2 | 2 | 0 | 0 | 66 | 60 | 6    |
| 2 | Tunisie | 2   | 2 | 1 | 0 | 1 | 60 | 61 | -1   |
| 3 | Nigeria | 0   | 2 | 0 | 0 | 2 | 60 | 65 | -5   |
| - | Congo   | 0   | 0 | 0 | 0 | 0 | 0  | 0  |      |

| Lieu     | Date              | Équipe 1 | Score   | Équipe 2 |
| -------- | ----------------- | -------- | ------- | -------- |
| Aïn Taya | 14 juillet, 18h00 | Égypte   | 34 – 31 | Nigeria  |
| Aïn Taya | 15 juillet, 18h00 | Égypte   | 32 – 29 | Tunisie  |
| Aïn Taya | 17 juillet, 18h00 | Tunisie  | 31 – 29 | Nigeria  |

### Phase finale
La phase finale s'est déroulée dans La Coupole à Alger : 
|  | Demi-finales      | Demi-finales      |                        |    | Finale            | Finale            |
|  | Demi-finales      | Demi-finales      |                        |    | Finale            | Finale            |
|  |                   |                   |                        |    |                   |                   |
|  | 19 juillet, 18h00 | 19 juillet, 18h00 |                        |    | 21 juillet, 18h00 | 21 juillet, 18h00 |
|  | 19 juillet, 18h00 | 19 juillet, 18h00 |                        |    | 21 juillet, 18h00 | 21 juillet, 18h00 |
|  | Algérie           | 30                |                        |    | 21 juillet, 18h00 | 21 juillet, 18h00 |
|  | Algérie           | 30                |                        |    | 21 juillet, 18h00 | 21 juillet, 18h00 |
|  | Tunisie           | 28                |                        |    | 21 juillet, 18h00 | 21 juillet, 18h00 |
|  | Tunisie           | 28                | Égypte                 | 29 |                   |                   |
|  | 19 juillet, 20h00 |                   | Égypte                 | 29 |                   |                   |
|  |                   | Algérie           | 21                     |    |                   |                   |
|  | Égypte            | Algérie           | 21                     | 29 |                   |                   |
|  | Égypte            |                   |                        | 29 |                   |                   |
|  | Angola            | 23                |                        |    |                   |                   |
|  | Angola            | 23                | Match pour la 3e place |    |                   |                   |
|  |                   |                   |                        |    |                   |                   |
|  | 20 juillet, 16h00 |                   |                        |    |                   |                   |
|  |                   |                   |                        |    |                   |                   |
|  | Tunisie           | 34                |                        |    |                   |                   |
|  | Tunisie           | 34                |                        |    |                   |                   |
|  | Angola            | 31                |                        |    |                   |                   |
|  | Angola            | 31                |                        |    |                   |                   |

## Tournoi féminin

### Phase de groupes
Les résultats de la phase de groupes sont :
- Qualifié pour les demi-finales.
- Éliminé.

#### Groupe A
|   | Équipe        | Pts | J | G | N | P | Bp | Bc | Diff |
| - | ------------- | --- | - | - | - | - | -- | -- | ---- |
| 1 | Angola        | 6   | 3 | 3 | 0 | 0 | 94 | 78 | 16   |
| 2 | Côte d'Ivoire | 4   | 3 | 2 | 0 | 1 | 77 | 73 | 4    |
| 3 | Tunisie       | 2   | 3 | 1 | 0 | 2 | 66 | 70 | -4   |
| 4 | Algérie       | 0   | 3 | 0 | 0 | 3 | 63 | 79 | -16  |

| Lieu       | Date              | Équipe 1      | Score   | Équipe 2      |
| ---------- | ----------------- | ------------- | ------- | ------------- |
| Tipaza     | 14 juillet, 16h00 | Angola        | 30 – 29 | Tunisie       |
| Aïn Benian | 14 juillet, 16h00 | Côte d'Ivoire | 28 – 23 | Algérie       |
| Tipaza     | 15 juillet, 16h00 | Côte d'Ivoire | 18 – 14 | Tunisie       |
| Aïn Benian | 15 juillet, 16h00 | Angola        | 28 – 18 | Algérie       |
| Tipaza     | 17 juillet, 16h00 | Angola        | 36 – 31 | Côte d'Ivoire |
| Aïn Benian | 17 juillet, 16h00 | Tunisie       | 23 – 22 | Algérie       |

#### Groupe B
|   | Équipe   | Pts | J | G | N | P | Bp | Bc  | Diff |
| - | -------- | --- | - | - | - | - | -- | --- | ---- |
| 1 | Congo    | 6   | 3 | 3 | 0 | 0 | 95 | 65  | 30   |
| 2 | Cameroun | 4   | 3 | 2 | 0 | 1 | 88 | 82  | 6    |
| 3 | Nigeria  | 2   | 3 | 1 | 0 | 2 | 82 | 68  | 14   |
| 4 | Kenya    | 0   | 3 | 0 | 0 | 3 | 56 | 106 | -50  |

| Lieu       | Date              | Équipe 1 | Score   | Équipe 2 |
| ---------- | ----------------- | -------- | ------- | -------- |
| Aïn Taya   | 14 juillet, 14h00 | Congo    | 29 – 23 | Nigeria  |
| Aïn Taya   | 14 juillet, 16h00 | Cameroun | 39 – 24 | Kenya    |
| Aïn Taya   | 15 juillet, 16h00 | Congo    | 34 – 21 | Cameroun |
| Tipaza     | 15 juillet, 18h00 | Nigeria  | 35 – 11 | Kenya    |
| Aïn Benian | 17 juillet, 14h00 | Congo    | 32 – 21 | Kenya    |
| Aïn Taya   | 17 juillet, 14h00 | Cameroun | 28 – 24 | Nigeria  |

### Phase finale
La phase finale s'est déroulée dans La Coupole à Alger : 
|  | Demi-finales      | Demi-finales      |                        |    | Finale            | Finale            |
|  | Demi-finales      | Demi-finales      |                        |    | Finale            | Finale            |
|  |                   |                   |                        |    |                   |                   |
|  | 19 juillet, 14h00 | 19 juillet, 14h00 |                        |    | 21 juillet, 16h00 | 21 juillet, 16h00 |
|  | 19 juillet, 14h00 | 19 juillet, 14h00 |                        |    | 21 juillet, 16h00 | 21 juillet, 16h00 |
|  | Angola            | 37                |                        |    | 21 juillet, 16h00 | 21 juillet, 16h00 |
|  | Angola            | 37                |                        |    | 21 juillet, 16h00 | 21 juillet, 16h00 |
|  | Cameroun          | 21                |                        |    | 21 juillet, 16h00 | 21 juillet, 16h00 |
|  | Cameroun          | 21                | Angola                 | 35 |                   |                   |
|  | 19 juillet, 16h00 |                   | Angola                 | 35 |                   |                   |
|  |                   | Congo             | 22                     |    |                   |                   |
|  | Congo             | Congo             | 22                     | 32 |                   |                   |
|  | Congo             |                   |                        | 32 |                   |                   |
|  | Côte d'Ivoire     | 26                |                        |    |                   |                   |
|  | Côte d'Ivoire     | 26                | Match pour la 3e place |    |                   |                   |
|  |                   |                   |                        |    |                   |                   |
|  | 20 juillet, 14h00 |                   |                        |    |                   |                   |
|  |                   |                   |                        |    |                   |                   |
|  | Côte d'Ivoire     | 25                |                        |    |                   |                   |
|  | Côte d'Ivoire     | 25                |                        |    |                   |                   |
|  | Cameroun          | 24                |                        |    |                   |                   |
|  | Cameroun          | 24                |                        |    |                   |                   |

En finale, l'Angola bat le Congo 35-22 (17-12) :
- Angola : M. S. Tavares, Pedro, L. Kiala 7, Fernandes 6, Almeida 6, Bernardo 3, M. Kiala 3, Calandula 2, Edouardo 1, E. F. Tavares 1, Trindade 1, Miguel 1, C. Tavares 1, Bengue 1
- Congo : Motouki, Okombi, Kibamba Nkembo 4, Okoye Mbon 4(1), Okomba 4(4), Itoua-Atsono 3, Okoko 3, Mavongou 1, Bassarila 1, Okandotou 1, Itoua-Atsono 1, Menet Ngamabana, Assiana, Ngoli Madzou
- Jets de 7 mètres : 0/0 pour l'Angola ; 5/5 pour le Congo
- exclusions temporaires : Trindade, Kalandula, M. Kiala pour l'Angola ; Okomba pour le Congo